# Tectura depicta
Tectura depicta är en snäckart som först beskrevs av Hinds 1842.  Tectura depicta ingår i släktet Tectura och familjen Lottiidae. Inga underarter finns listade i Catalogue of Life.